# 캄난쟁이햄스터
캄난쟁이햄스터(Cricetulus kamensis)는 비단털쥐과에 속하는 설치류의 일종이다. 중국 서부의 산악 지역에서만 발견되며, 초원과 관목 습지, 스텝 지대에서 서식한다. 제한적인 서식지에도 불구하고 국제 자연 보전 연맹(IUCN)이 보전 등급을 "관심대상종"으로 지정하고 있다.

## 특징
캄난쟁이햄스터는 머리부터 몸까지 몸길이가 88~112mm이고, 꼬리 길이는 51~64mm이다. 등쪽 털은 진한 회색빛 갈색이고 검은색 반점이나 줄무늬가 보이기도 하며, 하체는 회색빛이 감도는 흰색을 띠고 두 색이 만나서 겹치는 물결 모양이 나타난다. 꼬리는 굵고 바깥 부분에 속털을 보호하는 조모(粗毛)가 덮여 있으며, 윗 부분은 진한 줄무늬를 갖고 그 이외는 흰색을 띠며, 털 끝은 전체적으로 흰색을 띤다.

## 분포 및 서식지
캄난쟁이햄스터는 중국 서부 지역의 토착종으로 티베트 자치구와 칭하이성, 간쑤성, 신장 위구르 자치구에서 발견된다. 산악종으로 해발 고도 3300m와 4100m 사이에서 서식한다. 일반적인 서식지는 고지대 초원과 관목 습지 그리고 앞이 트인 스텝 지대이다.

## 습성
캄난쟁이햄스터는 낮과 밤에 모두 활동적이다. 땅 표면 50cm 아래에 보금자리와 겨울에 이용할 먹이를 보관하는 방을 포함하는 단순한 형태의 굴을 판다. 곡물과 씨앗을 찾아 먹으며, 곤충을 먹기도 한다. 5월과 8월 사이에 번식을 하며 6월과 7월 사이에 정점을 이룬다. 보통 7~8마리의 새끼를 낳지만, 5~10마리를 낳기도 한다.

## 보전 상태
캄난쟁이햄스터의 분포 지역이 제한적이지만 전체 개체군은 큰 것으로 간주하고 있다. 개체군의 추이는 알려져 있지 않지만, 특별한 위협 요인은 없고 일부는 보호 지역에서 서식한다. 국제 자연 보전 연맹(IUCN)이 보전 등급을 "관심대상종"으로 분류하고 있다.